# Nieverner Hütte

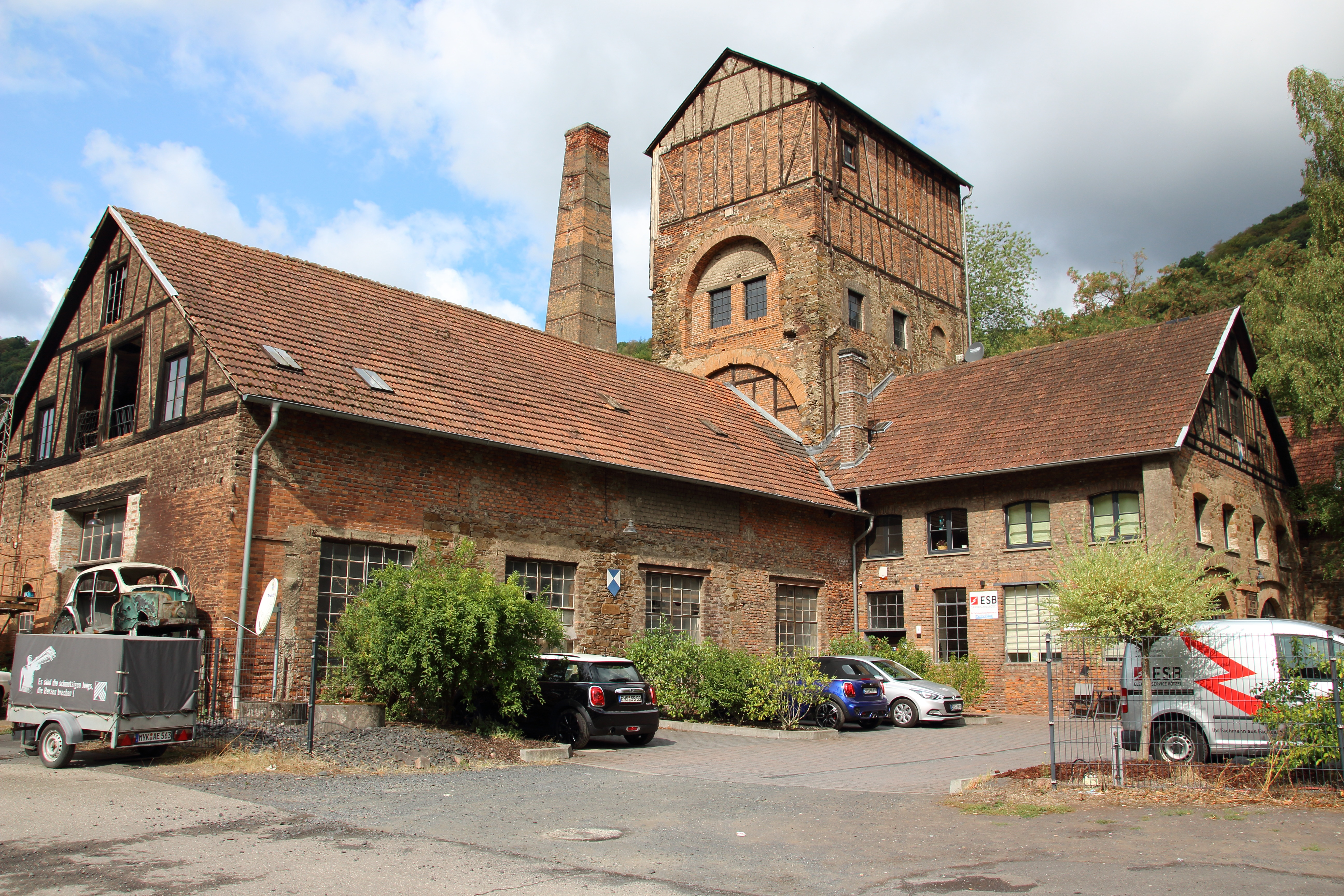
Nieverner Hütte auf der Insel Oberau

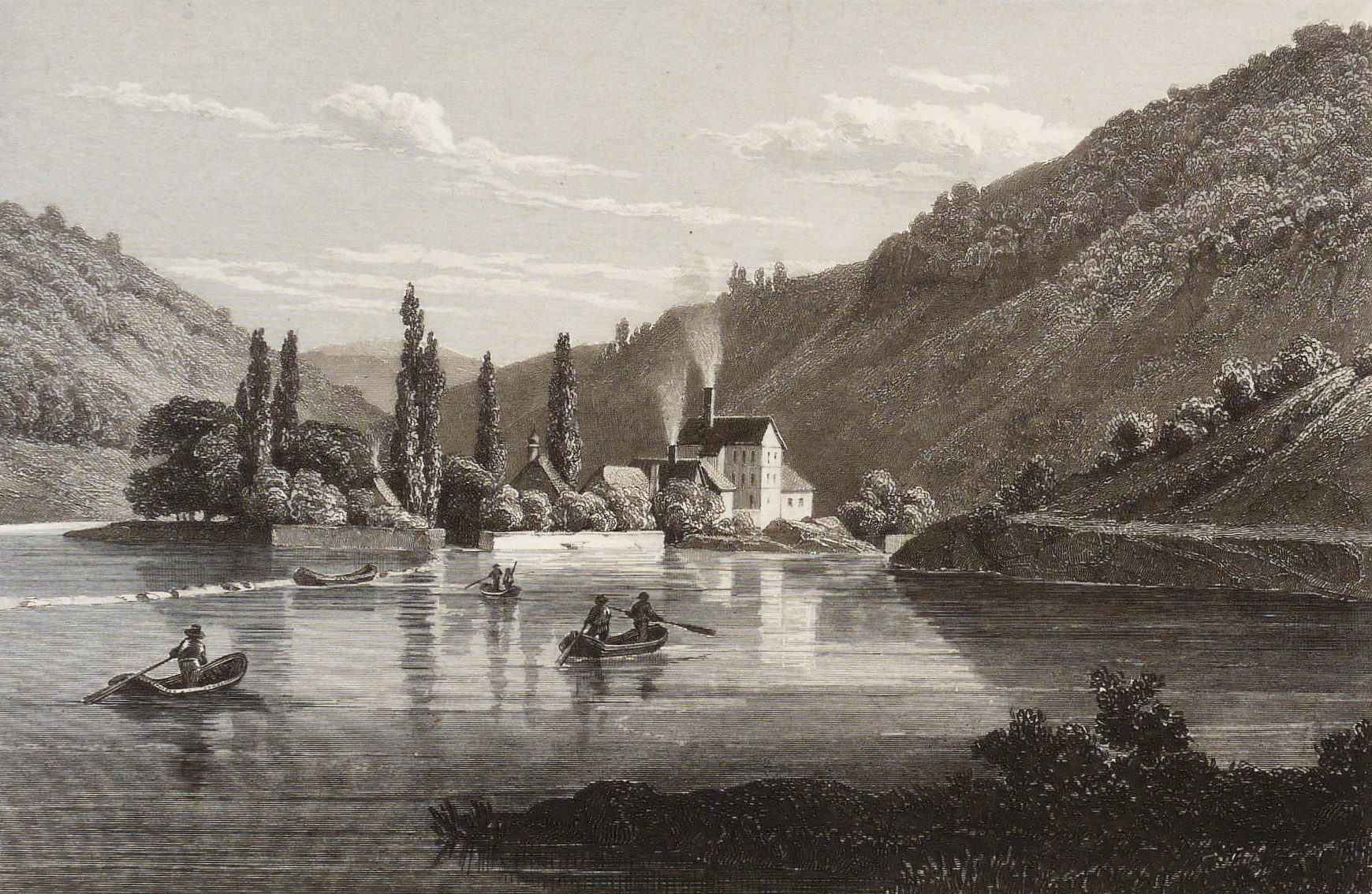
Nieverner Hütte (Mitte des 18. Jahrhunderts)

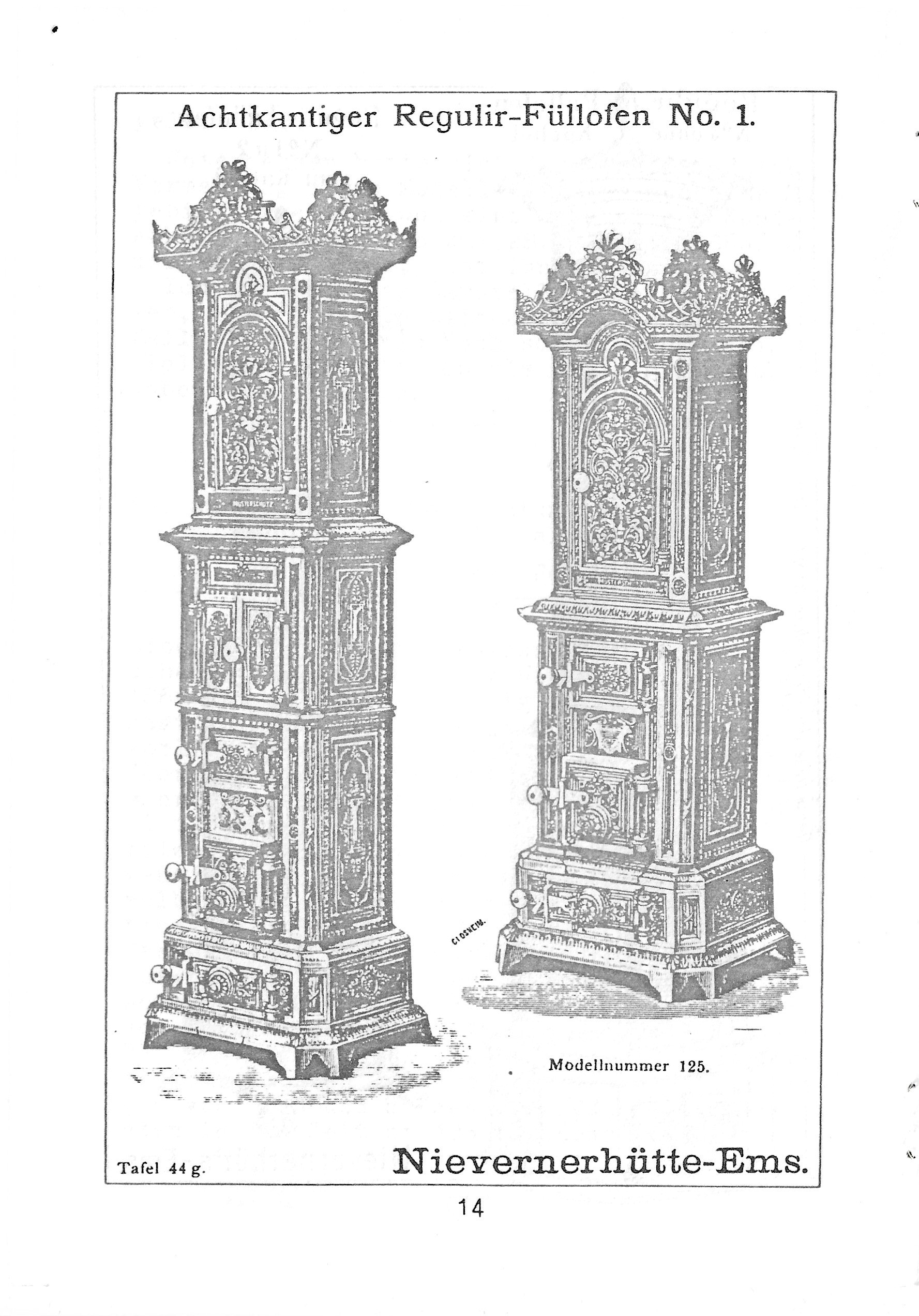
Regulier-Füllofen No. 1, Modellnummer 125

Die Nieverner Hütte, auch Nievernerhütte, ist eine ehemalige Eisenhütte auf der heute zu Fachbach an der Lahn gehörenden Insel Oberau (ehemals Nievern). Ihre erhaltenen Gebäude stehen unter Denkmalschutz.

## Geschichte
Die Nieverner Hütte wurde 1671 durch Peter Michael Mariot, Gottfried Eberhard Nottemanns und Gerhard Frank Bouille gegründet. Ursprünglich wurde hier Eisenerz, zunächst mit Holzkohle und ab 1865 mit Koks, zu Roheisen verhüttet. Nach 1882 wurden die Hochöfen stillgelegt und die Hütte in eine Eisengießerei umgewandelt. Für ihre Gießereiprodukte wurde der Hütte unter der Leitung von Ferdinand Keller in der zweiten Hälfte des 19. Jahrhunderts Weltruf zugesprochen. In den 1860er Jahren hatte der Betrieb rund 400 Beschäftigte. Verkaufserfolge im In- und Ausland (z. B. auf Weltausstellungen in den USA) erzielten emaillierte Topfwaren mit einem hier entwickelten Verfahren zum bleifreien Emaillieren. Gebrauchswaren wie Gartenbänke, Futtertröge, Fenster und Kanaldeckel sowie prächtige Öfen und Zubehör verfügten teilweise über die Herkunftsbezeichnung Nieverner Hütte. Aufgrund des Konkurses des Hauptkunden (einer Maschinenfabrik) in der Weltwirtschaftskrise und wegen der Verdrängung von Gusseisen durch Aluminium und Stahl wurde die Frank’sche Eisenwerke Nieverner Hütte GmbH 1932 liquidiert.
Auf dem Gelände siedelten sich Gewerbebetriebe an. Während des Zweiten Weltkriegs sollen hier Rüstungsgüter produziert worden sein, was die Insel zum Ziel alliierter Luftangriffe gemacht habe.

## Denkmalschutz
Die Nieverner Hütte ist ein geschütztes Kulturdenkmal nach dem Denkmalschutzgesetz des Landes Rheinland-Pfalz (DSchG) und in der Denkmalliste des Landes eingetragen. Sie liegt in Fachbach in der Denkmalzone Nieverner Hütte.
Die Nieverner Hütte ist seit 1982 ein anerkanntes Industriedenkmal. Des Weiteren ist sie ein geschütztes Kulturgut nach der Haager Konvention und mit dem blau-weißen Schutzzeichen gekennzeichnet.